# Hololena rabana
Hololena rabana là một loài nhện trong họ Agelenidae.
Loài này thuộc chi Hololena. Hololena rabana được Ralph Vary Chamberlin & Wilton Ivie miêu tả năm 1942.